# Cryptodus papuanus
Cryptodus papuanus är en skalbaggsart som beskrevs av Roger Paul Dechambre och Ponchel 2003. Cryptodus papuanus ingår i släktet Cryptodus och familjen Dynastidae. Inga underarter finns listade i Catalogue of Life.